# Cicurina japonica
Espèce
Synonymes
- Tetrilus japonicus Simon, 1886
- Cicurina parvula Kishida, 1940
- Moguracicurina honesta Komatsu, 1947

Cicurina japonica est une espèce d'araignées aranéomorphes de la famille des Cicurinidae.

## Distribution
Cette espèce se rencontre au Japon et en Corée du Sud.
Elle a été introduite en Europe.

## Description
La femelle holotype mesure 2,8 mm.
Les mâles mesurent de 2,1 à 3,3 mm et les femelles de 2,1 à 3,3 mm.

## Systématique et taxinomie
Cette espèce a été décrite sous le protonyme Tetrilus japonicus par Simon en 1886. Elle est placée dans le genre Cicurina par Lehtinen en 1967.
Moguracicurina honesta a été placée en synonymie par Lehtinen en 1967.
Cicurina parvula a été placée en synonymie par Yaginuma en 1970.

## Étymologie
Son nom d'espèce lui a été donné en référence au lieu de sa découverte, le Japon.

## Publication originale
- Simon, 1886 : « Descriptions de quelques espèces nouvelles de la famille des Agelenidae. » Annales de la Société entomologique de Belgique, vol. 30, p. 56-61 (texte intégral).